# Орлова, Вера Марковна
Ве́ра Ма́рковна Орло́ва (25 мая 1918, Екатеринослав, Украина — 16 сентября 1993, Москва, Россия) — советская актриса театра и кино. Народная артистка РСФСР (1960).

## Биография
Вера Марковна Орлова родилась 25 мая 1918 года в РСФСР в Екатеринославе (ныне Днепр). В 1936 году окончила среднюю школу в Москве, в школьные годы участвовала в самодеятельном ансамбле, выучилась играть на гитаре и разучивала детские песни. В 1937—1941 годах училась в Театральном училище при Московском театре Революции, в 1941—1942 годах — артистка Московского театра имени Ленсовета, в июне-ноябре 1942 (будучи в эвакуации) — артистка Московского театра Сатиры в Хабаровске. В 1942—1974 годах — артистка Московского академического театра им. Владимира Маяковского, где она сыграла десятки ролей. С 1974 года вошла в труппу театра имени Ленинского комсомола.
В кино начала сниматься в 1945 году. Её кинематографический дебют состоялся в комедии «Близнецы», где она сыграла роль Лизы Карасёвой, а также в её исполнении в фильме звучала песня. Сразу после этой картины к ней пришла большая известность. Всего актриса снялась в 30 фильмах. Особую любовь зрителей завоевали милая Полина из дилогии об Иване Бровкине и самоотверженная Вера Петровна («Дети Дон Кихота»).
Работала на радио, на эстраде, принимала участие в дублировании иностранных фильмов. Много лет голос актрисы звучал в популярной юмористической радиопередаче «С добрым утром!», где она исполняла роль дежурной справочного бюро.
С середины 1980-х годов из-за тяжёлой болезни стала всё реже выходить на сцену, ей становилось всё сложней передвигаться. Скончалась через три месяца после торжественного празднования в Ленкоме её 75-летия — 16 сентября 1993 года. Похоронена в Москве на Новом Донском кладбище (колумб. 22, секц. 25)..

## Награды
- Заслуженная артистка РСФСР (1954)
- Народная артистка РСФСР (1960)
- Орден Трудового Красного Знамени (1971)
- Орден Дружбы народов (1981)
- Медали

## Творчество

### Работы в театре

#### Московский академический театр им. Вл. Маяковского
- 1947 — «Молодая гвардия» по роману А. А. Фадеева — Валя Филатова
- 1948 — «Хлеб наш насущный» Н. Е. Вирты — Наташа Балашова, сотрудница районной газеты
- 1953 — «Гроза» А. Н. Островского — Варвара
- 1954 — «Домик на окраине» А. Арбузова — Надежда
- 1957 — «Сонет Петрарки» Н. Ф. Погодина — Майя
- 1958 — «Дальняя дорога» А. Н. Арбузова — Топсик
- 1959 — «Маленькая студентка» Н. Ф. Погодина — Зина Пращина
- 1959 — «Весенние скрипки» А. П. Штейна — Катя
- 1962 — «Голубая рапсодия» Н. Ф. Погодина — Зина Пращина
- 1969 — «Таланты и поклонники» А. Н. Островского — Домна Пантелеевна
- 1971 — «Дядюшкин сон» по повести Ф. М. Достоевского — Софья Ивановна Карпухина
- «Таня» А. Н. Арбузова — Таня

#### Московский театр имени Ленинского комсомола
- 1974 — «Тиль» Г. И. Горина по роману Ш. Де Костеру «Легенда об Уленшпигеле» — Катлина
- 1975 — «В списках не значился» Б. Л. Васильева — тётя Христя
- 1975 — «Иванов» А. П. Чехова — Зинаида Саввиша
- 1976 — «Вор» В. Мысливского — Мать
- 1977 — «Мои надежды» М. Ф. Шатрова — Надежда Фомичёва
- 1988 — «Мудрец» по пьесе А. Н. Островского «На всякого мудреца довольно простоты» — Манефа
- 1989 — «Поминальная молитва» Г. Горина — Берта
- «Проводим эксперимент» — Лидия

### Фильмография
- 1945 — Близнецы — Лиза Карасёва
- 1949 — Счастливый рейс — Фенечка, заправщица
- 1954 — Два друга — мать Вити Малеева
- 1954 — Об этом забывать нельзя — Глаша, домработница
- 1955 — Солдат Иван Бровкин — Полина, буфетчица
- 1956 — Драгоценный подарок — Тамара Васильевна Сперантова, жена Сперантова
- 1956 — Разные судьбы — Нина Никифоровна, соседка Морозовых
- 1958 — Иван Бровкин на целине — Полина Кузьминична Гребешкова, заведующая столовой
- 1959 — Косолапый друг — буфетчица на пароходе
- 1959 — Растеряева улица — Пискарёва
- 1962 — Семь нянек — Шамская, мать Майи
- 1962 — Фитиль — покупательница автомобиля («Накрыли», выпуск № 3)
- 1962 — Я купил папу — продавщица детей и пап из сна Димки
- 1963 — Короткие истории — клиентка парикмахерской («Калиновский»), кассирша на вокзале («Порядок прежде всего»), пани Ковальская («Семейный вечер»), Ганна («Шутки-малютки»)
- 1964 — Фитиль — пострадавшая («Любовь с первого взгляда», выпуск № 26)
- 1965 — Дети Дон Кихота — Вера Петровна Бондаренко, пластический хирург
- 1967 — Я вас любил… — Зинаида Голикова, мать Коли
- 1969 — Вчера, сегодня и всегда — жена, в истории с грабителем
- 1969 — Мистер-Твистер (короткометражный) — Садовская
- 1971 — Таланты и поклонники (фильм-спектакль Московского театра им. Вл. Маяковского) — Домна Пантелеевна, мама Негиной
- 1973 — Эффект Ромашкина — женщина из справочного бюро
- 1973 — Разные люди — Анна Борисовна Иваненко
- 1973 — Фитиль — модница («Сапожки», выпуск № 132-05)
- 1975 — Беда от нежного сердца — Дарья Семёновна
- 1975 — Это мы не проходили — завуч ПТУ
- 1976 — 12 стульев — Елена Станиславовна Боур
- 1976 — Эти непослушные сыновья — соседка Ольга Григорьевна
- 1976 — Рассказы Марка Твена — миссис Эванджелина Мак-Вильямс
- 1979 — Ватага «Семь ветров» — учительница биологии
- 1979 — С любимыми не расставайтесь — женщина, пришедшая к Лавровым по обмену
- 1980 — Альманах сатиры и юмора
- 1982 — Солнечный ветер — жена Рясенцева
- 1983 — Воробей на льду — Татьяна Ивановна, вахтёрша

### Телеспектакли
- 1971 — Таланты и поклонники — Домна Пантелеевна
- 1973 — Разные люди — мать Фёдора Анна Борисовна Иваненко
- 1974 — По страницам «Сатирикона» (телеспектакль) — женщина, путешествовавшая по Италии
- 1974 — По страницам «Сатирикона» — 2 (телеспектакль) — жена бухгалтера Казанлыкова
- 1975 — Наполовину всерьез
- 1975 — Беда от нежного сердца — Дарья Семеновна
- 1975 — Венский карнавал
- 1977 — Семейная история — Лидия Сергеевна
- 1979 — Ватага «Семь ветров» — учительница
- 1980 — Кто прав, кто виноват

#### Озвучивание
- 1953 — В одном универмаге (Венгрия)

### Озвучивание мультфильмов
- 1949 — Гуси-лебеди — Баба-Яга
- 1957 — В некотором царстве — царевна Марья
- 1958 — Кошкин дом — Кошка
- 1961 — Ключ — Ольга Захарова, мама мальчика
- 1961 — Чиполлино — Редиска
- 1968 — Хочу бодаться! — Лиса

### Аудиопостановки
- 1962 — «Приключения Чиполлино» (грампластинка) — Земляничка (композиция З. Потаповой и С. Богомазова, музыка Н. Пейко. Всесоюзная фирма грамзаписи «Мелодия»)

### Вокал
- 1945 — Близнецы — песня Лизы (Оскар Сандлер — Борис Ласкин)